# Resolución de imagen
La resolución de una imagen indica la cantidad de detalles que puede observarse en esta. El término es comúnmente utilizado en relación con imágenes de fotografía digital, pero también se utiliza para describir cuán nítida (como antónimo de granular) es una imagen de fotografía convencional (o fotografía química). Tener mayor resolución se traduce en obtener una imagen con más detalle o calidad visual.
Para las imágenes digitales almacenadas como mapa de bits, la convención es describir la resolución de la imagen con dos números enteros, donde el primero es la cantidad de columnas de píxeles (cuántos píxeles tiene la imagen a lo ancho) y el segundo es la cantidad de filas de píxeles (cuántos píxeles tiene la imagen a lo alto).
Es bueno señalar que si la imagen aparece como granular, se le da el nombre de pixelada.
La convención que le sigue en popularidad es describir el número total de píxeles en la imagen (usualmente expresado como el múltiplo correspondiente a millón -mega-), que puede ser calculado multiplicando la cantidad de columnas de píxeles en una imagen, por la cantidad de filas.
A continuación se presenta una ilustración sobre cómo se vería la misma imagen en diferentes resoluciones.
Para saber cuál es la resolución de una cámara digital debemos conocer los píxeles de ancho x alto a los que es capaz de obtener una imagen. Así una cámara capaz de obtener una imagen de 1600 x 1200 píxeles, tiene una resolución de 1600x1200=1.920.000 píxeles, es decir 1,92 megapíxeles.
Además, hay que considerar la resolución de impresión, es decir, los puntos por pulgada (ppp) a los que se puede imprimir una imagen digital de calidad. A partir de 200 ppp podemos decir que la resolución de impresión es buena, y si queremos asegurarnos, debemos alcanzar los 300 ppp, porque muchas veces la óptica de la cámara, la limpieza del objetivo o el procesador de imágenes de la cámara digital, disminuyen la calidad.
Para saber cuál es la resolución de impresión máxima que permite una imagen digital, hay que dividir el ancho de esa imagen (por ejemplo, 1600), entre la resolución de impresión 200, 1600/200 = 8 l para una foto digital de 1600 píxeles de largo es de 8 pulgadas de largo (20,32 cm) en calidad 200 ppp (1600/300=5.33 pulgadas - 13,54 cm - en el caso de una resolución de 300 ppp). Una pulgada equivale a 2,54 cm.
Los términos "borrosidad" y "nitidez" se utilizan en imágenes digitales, pero la resolución espacial es crucial. En radiología, la resolución espacial distingue objetos, y en la teledetección, está limitada por difracción.En astronomía, se mide en puntos por segundo de arco. En microscopía electrónica, la resolución de línea detecta la separación mínima entre líneas, mientras que la de punto detecta la separación mínima entre puntos. En imágenes estereoscópicas 3D, la resolución espacial se refiere a la información registrada por dos puntos de vista de una cámara estéreo (izquierda y derecha).